# Gabrielle Daleman
Gabrielle Daleman (Toronto, 13 de enero de 1998)  es una patinadora artística sobre hielo canadiense. Ganó la medalla de oro en la competición por equipos de los Juegos Olímpicos de Pyeongchang 2018 y el bronce en el evento individual del Campeonato Mundial de 2017. En la misma prueba, obtuvo la medalla de plata en el Campeonato de los Cuatro Continentes de 2017 y el oro en el CS Skate Canada Autumn Classic de 2014. Fue tres veces campeona nacional canadiense y también representó a su país en los Juegos Olímpicos de Sochi 2014.

## Biografía
Gabrielle Daleman nació el 13 de enero de 1998 en Toronto, Ontario, Canadá, hija de Rhonda y Michael Daleman. Su hermano menor, Zack, también es patinador artístico. Vive en Newmarket, Ontario y asiste al Pickering College, escuela en la que su padre ha trabajado como profesor. Tiene una dificultad en el aprendizaje, similar a la dislexia, y se ha referido a un trastorno alimenticio «que inició en quinto o sexto grado y acabó luego de los Juegos Olímpicos [de Sochi 2014]».

## Trayectoria
Daleman comenzó a patinar a los cuatro años. Su motivación aumentó después de ver competir a Joannie Rochette en los Juegos Olímpicos de Turín 2006. Ganó el título júnior individual femenino en el Campeonato Nacional Canadiense de 2012 con un resultado total de 130.57 puntos. Hizo su debut nacional sénior en 2013 con un segundo lugar en el Campeonato Nacional Canadiense, por detrás de Kaetlyn Osmond. Sin embargo, continuó participando en competencias júnior a nivel internacional, como el Campeonato Mundial Júnior de Patinaje Artístico sobre Hielo de 2013, donde finalizó en la sexta posición con 149.39 puntos, el mejor resultado en la rama femenil para Canadá desde 2002.

### Temporada 2013-2014
Continuó en la serie del Grand Prix júnior y logró una medalla de bronce en el Copa Báltica de 2013, celebrada Gdansk, Polonia. Con 148.29 puntos alcanzó el podio junto a Angela Wang (152.36 puntos) y Yevguéniya Medvédeva (179.96 puntos). Posteriormente, con su segunda plata consecutiva en el campeonato nacional se integró al equipo canadiense para los Juegos Olímpicos de Sochi 2014. Con dieciséis años, fue la deportista más joven de toda la delegación. No fue seleccionada para la prueba por equipos, pero sí participó en la competencia individual, en la que acabó en la decimoséptima posición con 148.44 puntos. En este periodo desarrolló fascitis plantar en el pie derecho.

### Temporada 2014-2015
Daleman comenzó la temporada con el primer lugar en el Skate Canada Autumn Classic de 2014, un evento del Challenger Series de Patinaje Artístico. En su debut en el Grand Prix sénior, finalizó en la quinta posición en la Copa de China 2014 y en la sexta del Trofeo NHK 2014. En el Campeonato Nacional Canadiense de 2015, en el que compitió con faringitis estreptocócica, alcanzó el primer lugar en el programa corto y el segundo el programa libre. Obtuvo su primer título nacional por 1.78 puntos de diferencia con el segundo lugar, Alaine Chartrand. Finalizó en séptimo lugar en el Campeonato de los Cuatro Continentes de 2015, en el 21.° del Campeonato Mundial de 2015 y en el octavo en ambos programas del Trofeo Mundial por equipos de 2015.

### Temporada 2015-2016
Inició la temporada con un cuarto lugar en el Trofeo Ondrej Nepela de 2015. Más tarde, llegó al quinto lugar en el Skate Canada International 2015 y al sexto en el Trofeo Éric Bompard 2015. En el Campeonato Nacional Canadiense de 2016, realizado en Halifax, obtuvo la medalla de plata con 197.99 puntos y se posicionó por detrás de Alaine Chartrand (201.99 puntos) y por delante de Kaetlyn Osmond (197.87 puntos). Poco después de la competencia, sufrió una severa inflamación en el pie derecho. Sobre su tratamiento, señaló «Estaba en fisio[terapia] seis, siete días a la semana por cerca de tres horas haciendo ejercicios, calentando, poniendo hielo, todo lo que pudiera hacer. Odio las agujas, pero hacía acupuntura para reducir la inflamación». Como precaución, decidió retirarse del Campeonato de los Cuatro Continentes de 2016. En marzo, participó en el Campeonato Mundial de 2016, celebrado en Boston. Logró la noveno posición e ingresar a las primeras diez de las clasificación mundial por vez primera. En la temporada, ajustó varios aspectos de su entrenamiento y preparación.

### Temporada 2016-2017
En el Trofeo de Nebelhorn de 2016, ganó la medalla de bronce y el tercer lugar con 175.40 puntos, por detrás de Yelizaveta Tuktamýsheva y Mai Mihara. Posteriormente, quedó fuera del podio del Skate America de 2016 por 2.65 puntos; finalizó en cuarta posición en ambos programas. En su siguiente competición, el Trofeo de Francia 2016, llegó al segundo lugar en el programa corto, al sexto en el libre y al cuarto en los resultados generales. En enero de 2017, obtuvo la medalla de plata en el Campeonato Nacional Canadiense de 2017 con 211.09 puntos, siendo superada por Kaetlyn Osmond (219.66 puntos).
En febrero, se posicionó en el primer lugar del programa corto y en el tercero del libre en el Campeonato de los Cuatro Continentes de 2017, efectuado en Gangneung, Corea del Sur, con un puntaje total de 196.91. Con ello, fue la primera canadiense en llegar al podio del individual femenino de esa competencia desde 2009, cuando Joannie Rochette también consiguió la plata. En marzo, logró la medalla de bronce en el Campeonato Mundial, que se llevó a cabo en Helsinki. Dado que Osmond alcanzó la medalla de plata, esta fue la primera ocasión en la que dos canadienses compartían el podio en ese evento. El mismo mes, se le detectaron dos quistes abdominales, uno roto. Por esta razón fue sometida a cirugía.

### Temporada 2017-2018
A inicios de noviembre, finalizó en la sexta posición en la Copa de China 2017, luego de ganar el programa corto y ocupar la séptima posición en el programa libre. En China, compitió con una infección renal y, más tarde, en el Skate America de 2017 con una infección viral. En esta última competencia, se posicionó en el sexto lugar en los resultados generales —fue tercera en el programa corto y ocupó el octavo lugar en el programa libre—. El 13 de enero de 2018, pese a sufrir neumonía, se proclamó campeona nacional en el Campeonato Canadiense de 2018. Poco después fue seleccionada para el equipo canadiense de los Juegos Olímpicos de Pyeongchang 2018.
En el evento por equipos de los Juegos Olímpicos, con 137.14 puntos —tercera posición— en el programa libre contribuyó con ocho puntos a su conjunto nacional. El equipo canadiense logró el título olímpico con un puntaje total de 73 puntos, por delante de los Atletas Olímpicos de Rusia (66) y los Estados Unidos (62). En la prueba individual, Daleman finalizó en la séptima posición en el programa corto (68.90 puntos). En el programa libre, sufrió tres caídas y ocupó el lugar diecinueve con 103.56 puntos. Con un total de 172.46 puntos, alcanzó el lugar diecisiete en los resultados generales.

## Programas
| Temporada | Programa corto | Programa libre | Exhibición |
| --------- | --- | --- | --- |

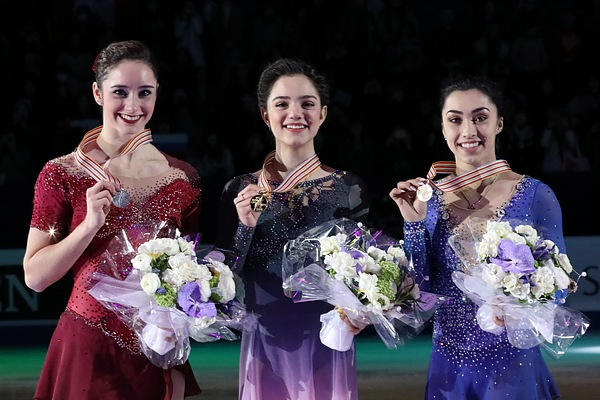
Daleman (derecha) en el podio del Campeonato Mundial de 2017.

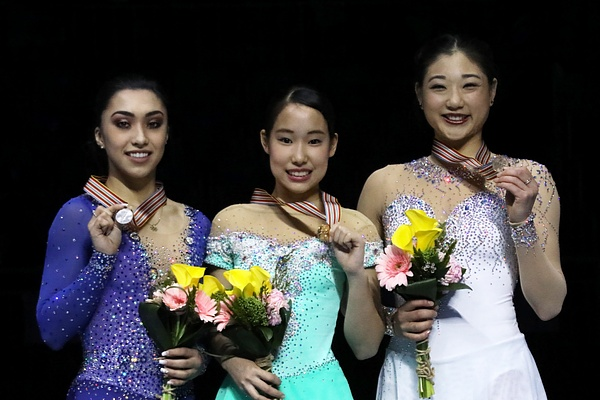
Daleman (izquierda) en el podio del Campeonato de los Cuatro Continentes de 2017.

| 2012–2013 | - Avatar (banda sonora) por James Horner | - Piano Trio Opus 90 Dumky por Antonín Dvořák | |
| 2013–2014 | - Canción Triste por Jesse Cook - Angelica interpretada por Rodrigo y Gabriela | - Danzas polovtsianas (del El príncipe Ígor) por Aleksandr Borodín - Notturno por Aleksandr Borodín                                                          | |
| 2014–2015 | - Winter 3 (de Las cuatro estaciones) por Antonio Vivaldi arreglos por Max Richter - Art on Ice por Edvin Marton - Allegro Lento (del Concerto en Fa menor, Invierno) por Antonio Vivaldi coreografía de Lori Nichol | - En Aranjuez con tu amor por Joaquín Rodrigo coreografía de Lori Nichol                                                                                     | - Pure Imagination (de Glee) interpretada por el elenco de Glee - Don't Rain on My Parade (de Glee) interpretada por Lea Michele |
| 2015–2016 | - (If You Can't Sing It) You'll Have to Swing It (Mr. Paganini) por Sam Coslow interpretada por Nikki Yanofsky coreografía de Lori Nichol                                                                            | - María de Buenos Aires - Tema de María - Yo Soy María por Astor Piazzolla coreografía de Lori Nichol                                                        | - Break Free por Ariana Grande                                                                                                   |
| 2016–2017 | - Hérodiade - Acto IV Preludio - Escena XIV Ballet Final por Jules Massenet coreografía de Lori Nichol | - Rhapsody in Blue por George Gershwin coreografía de Lori Nichol                                                                                            | - Gold por Frank Wildhorn y Nan Knighton coreografía de Linda Eder - Confident por Demi Lovato - Skyfall por Adele               |
| 2017–2018 | - Habanera por Filippa Giordano coreografía de Lori Nichol | - Rhapsody in Blue por George Gershwin coreografía de Lori Nichol - Gladiator Rhapsody (de Gladiator) por Lang Lang y Hans Zimmer coreografía de Lori Nichol | - Confident por Demi Lovato |

## Resultados
| Resultados                                             | Resultados            | Resultados            | Resultados            | Resultados            | Resultados            | Resultados            | Resultados            |
| Torneo / Temporada                                     | 2011/12               | 2012/13               | 2013/14               | 2014/15               | 2015/16               | 2016/17               | 2017/18               |
| Internacional: Sénior                                  | Internacional: Sénior | Internacional: Sénior | Internacional: Sénior | Internacional: Sénior | Internacional: Sénior | Internacional: Sénior | Internacional: Sénior |
| ------------------------------------------------------ | --------------------- | --------------------- | --------------------- | --------------------- | --------------------- | --------------------- | --------------------- |
| Juegos Olímpicos                                       |                       |                       | 17.ª                  |                       |                       |                       | 15.ª                  |
| Campeonato Mundial                                     |                       |                       | 13.ª                  | 21.ª                  | 9.ª                   | 3.ª                   |                       |
| Campeonato de los Cuatro Continentes                   |                       |                       |                       | 7.ª                   | NC                    | 2.ª                   |                       |
| GP Copa de China                                       |                       |                       |                       | 5.ª                   |                       |                       | 6.ª                   |
| GP Trofeo NHK                                          |                       |                       |                       | 6.ª                   |                       |                       |                       |
| GP Skate America                                       |                       |                       |                       |                       |                       | 4.ª                   | 6.ª                   |
| GP Skate Canada                                        |                       |                       |                       |                       | 5.ª                   |                       |                       |
| GP Trofeo Éric Bompard                                 |                       |                       |                       |                       | 6.ª                   | 4.ª                   |                       |
| CS Autumn Classic International                        |                       |                       |                       | 1.ª                   |                       |                       |                       |
| CS Trofeo Finlandia                                    |                       |                       |                       |                       |                       |                       | 6.ª                   |
| CS Trofeo Nebelhorn                                    |                       |                       |                       |                       |                       | 3.ª                   |                       |
| CS Trofeo Ondrej Nepela                                |                       |                       |                       |                       | 4.ª                   |                       |                       |
| Internacional: Júnior                                  |                       |                       |                       |                       |                       |                       |                       |
| Mundial Júnior                                         |                       | 6.ª                   |                       |                       |                       |                       |                       |
| JGP Alemania                                           |                       | 5.ª                   |                       |                       |                       |                       |                       |
| JGP Austria                                            |                       | 6.ª                   |                       |                       |                       |                       |                       |
| JGP Estonia                                            |                       |                       | 4.ª                   |                       |                       |                       |                       |
| JGP Polonia                                            |                       |                       | 3.ª                   |                       |                       |                       |                       |
| International Challenge Cup                            | 2.ª                   |                       |                       |                       |                       |                       |                       |
| Nacional                                               |                       |                       |                       |                       |                       |                       |                       |
| Campeonato Nacional Canadiense                         |                       | 2.ª                   | 2.ª                   | 1.ª                   | 2.ª                   | 2.ª                   | 1.ª                   |
| Campeonato Nacional Júnior                             | 1.ª                   |                       |                       |                       |                       |                       |                       |
| CS Challenge                                           |                       | 3.ª                   |                       |                       | 1.ª                   |                       |                       |
| CS Challenge Júnior                                    | 3.ª                   |                       |                       |                       |                       |                       |                       |
| Eventos por equipo                                     |                       |                       |                       |                       |                       |                       |                       |
| Juegos Olímpicos                                       |                       |                       |                       |                       |                       |                       | 1.ª                   |
| Trofeo Mundial por equipos                             |                       | 2.ª                   |                       | 4.ª                   |                       | 4.ª                   |                       |
| Team Challenge Cup                                     |                       |                       |                       |                       | 1.ª                   |                       |                       |
| GP = Grand Prix; JGP = Grand Prix Júnior ; NC = Retiro |                       |                       |                       |                       |                       |                       |                       |